# Milan-San Remo 1928
La 21e édition de la course cycliste, Milan-San Remo a eu lieu le 14 avril 1928 et a été remportée par l'Italien Costante Girardengo. Il s'agit de sa sixième et dernière victoire.

## Classement final
|    | Cycliste            | Équipe          | Temps            |
| -- | ------------------- | --------------- | ---------------- |
| 1  | Costante Girardengo | Maino-Dunlop    | 11 h 36 min 30 s |
| 2  | Alfredo Binda       | Legnano-Torpedo | + 0 s            |
| 3  | Giovanni Brunero    | Legnano-Torpedo | + 2 min 30 s     |
| 4  | Antonio Negrini     | Maino-Dunlop    | + 2 min 30 s     |
| 5  | Luigi Giacobbe      | -               | + 7 min 30 s     |
| 6  | Pietro Chesi        | Bianchi         | + 7 min 30 s     |
| 7  | Secondo Martinetto  | -               | + 10 min 00 s    |
| 8  | Pietro Bestetti     | Maino-Dunlop    | + 10 min 00 s    |
| 9  | Egidio Picchiottino | Alcyon-Dunlop   | + 15 min 30 s    |
| 10 | Bartolomeo Aimo     | Alcyon-Dunlop   | + 16 min 00 s    |